# Дорога Діоклетіана

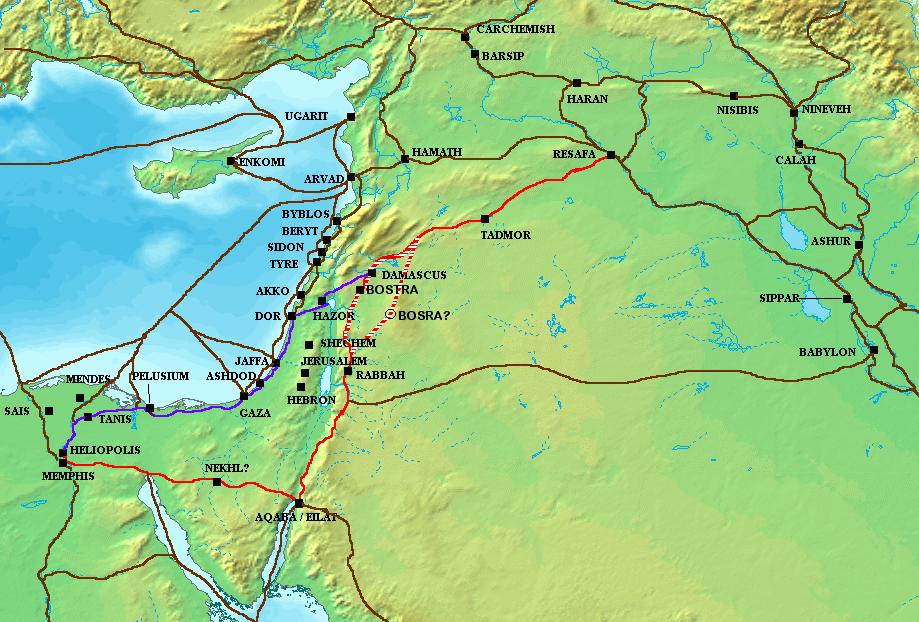
Римські дороги на Близькому Сході

Дорога Діоклетіана (лат. Strata Diocletiana)  — військова римська дорога та система укріплень на східних кордонах Римської імперії, збудована за правління імператора Діоклетіана в 298 році.
Дорога складалась з серії укріплень вздовж кордону з Персією, розташованих на відстані денного переходу (близько 20 миль) одне від одного та
йшла від міста Сура на березі Євфрату через Пальміру до Дамаска, де з'єднувалась з Новою Траяновою дорогою. 